# Floor Buma
Floor Buma (Assendelft, 4 maart 1956) is een Nederlands voormalig voetballer die als aanvaller speelde. Hij kwam in het Nederlandse betaalde voetbal uit voor Telstar en Haarlem en in Zwitserland voor FC Bern.

## Loopbaan
Vanuit de jeugdafdeling van VV Assendelft vertrok hij als 15-jarige naar Ajax. Hij was vlak voor zijn overgang in 1971 jeugdinternational geworden en kreeg in 1973 een contract bij Ajax. Hij trainde met de A-selectie, maakte deel uit van Nederlandse UEFA-jeugd maar brak niet door bij het eerste elftal. Zijn wedstrijden speelde hij in het C-elftal en voor het eerste team kwam hij in enkele wedstrijden in de voorbereiding op het seizoen 1974/75 in actie.
Buma verhuisde in 1975 naar het Zwitserse FC Bern, uitkomend in de Nationalliga B, waar de Nederlandse oud-voetballer Bert Theunissen de trainer was. Na een jaar wilde hij terug naar Nederland. Het vinden van een profclub was lastig omdat Ajax, tot drie jaar na zijn vertrek, een transfersom kon eisen.
Hij ging voetballen bij tweedeklasser De Kennemers in Beverwijk. Een sponsor van de amateurclub betaalde 8.000 gulden aan FC Bern om hem 'vrij' te krijgen. In oktober 1976 maakte hij zijn debuut voor De Kennemers waar hij twee seizoenen bleef. 
Daarna ging hij als transfervrije speler over naar Telstar. Hij werd begin 1986 uitgeleend aan Haarlem waar hij acht duels uitkwam in de Eredivisie. Na de verhuurperiode keerde hij terug naar Telstar waar hij een jaar later stopte als voetballer. Hij werd later trainer bij de amateurs.

## Wedstrijdstatistieken
| Seizoen        | Club    | Competitie     | wed. | goals |
| -------------- | ------- | -------------- | ---- | ----- |
| 1978/79        | Telstar | Eerste divisie | 19   | 4     |
| 1979/80        | Telstar | Eerste divisie | 34   | 6     |
| 1980/81        | Telstar | Eerste divisie | 33   | 4     |
| 1981/82        | Telstar | Eerste divisie | 32   | 5     |
| 1982/83        | Telstar | Eerste divisie | 26   | 4     |
| 1983/84        | Telstar | Eerste divisie | 25   | 3     |
| 1984/85        | Telstar | Eerste divisie | 27   | 3     |
| 1985/86        | Telstar | Eerste divisie | 17   | 2     |
| jan.-juni 1986 | Haarlem | Eredivisie     | 8    | 0     |
| 1986/87        | Telstar | Eerste divisie | 27   | 1     |
| Totaal         | Totaal  | Totaal         | 248  | 32    |